# Prophétie (islam chiite)
 (juillet 2025).
Le contenu est difficilement compréhensible vu les erreurs de traduction, qui sont peut-être dues à l'utilisation d'un logiciel de traduction automatique.
Dans l'Islam chiite, la prophétie (en arabe : نبوة , nubuwwah) est le principe selon lequel Dieu a nommé des individus exemplaires, c'est-à-dire des prophètes et des messagers pour communiquer ses conseils à l'humanité. Il s'agit de l'un des cinq principes des Fondements de la croyance. 
Pour guider les serviteurs de Dieu, les prophètes devraient posséder certaines qualités,.  Wahy (la parole de Dieu est livrée par les individus choisis - connus sous le nom de prophètes messagers - à l'humanité), Ismah (infaillibilité morale) et Miracle. 

## Étymologie
Dans le Coran, les deux "prophète" (نبي, nabī) et "messager" (رسول, rasūl) est utilisé pour désigner ceux qui ont un ministère inspiré par Dieu. Il y a des différences entre un prophète et un messager. Le savant de Twelver Sa'id Akhtar Rizvia déclaré qu'un "messager" (rasūl) apporte une nouvelle loi religieuse, tandis que ceux qui ne le sont pas sont appelés "prophète" (nabī).

## La nécessité de la prophétie
Selon Henry Corbin, les traditions les plus anciennes qui forment la base de la prophétologie islamique proviennent des enseignements des imams chiites, et le milieu chiite était propice à l'essor, à l'étude et au développement de ce domaine scolaire. Henry Corbin soutient que la "science divine" n'est pas une science ordinaire, impossible à communiquer de manière conventionnelle, sauf par un prophète. Les circonstances de cette communication font l'objet de la prophétologie islamique. Selon l'avis de l' ayatollah Ja'far Sobhani, le Dieu sage a nommé des personnalités éminentes pour guider les humains. Ils ont été choisis pour transmettre des messages de Dieu aux humains. Les prophètes sont le moyen pour le flux de la grâce divine aux humains qui ont été envoyés par Dieu depuis que les premiers humains l'avaient mérité jusqu'à l'époque du prophète Mahomet de l'Islam. Puisque la création de l'humanité est l'acte d'un Dieu sage, elle suit un but, et considérant que les humains, en plus des instincts animaliers, possèdent l'intellect, ce but doit être raisonnable. D'autre part, l'intellect humain est un moyen nécessaire de son évolution, mais n'est pas suffisant. L'imperfection de l'intellect humain est mise en évidence dans les controverses constantes sur les questions économiques, éthiques, familiales et autres dans sa vie, etc., qui ont abouti à des philosophies contradictoires. Sur la base de ces contemplations, un esprit sain règne qui, conformément à la sagesse divine, les dirigeants et les enseignants doivent être inspirés pour enseigner aux humains le mode de vie correct.  

### Au vu du Coran
Les raisons suivantes ont été mentionnées dans le Coran pour la nomination divine des prophètes:  
1. Renforcer les fondements de Tawhid (l'unité [de Dieu]) et lutter contre toute déviation comme dans la sourate An-Nahl, verset 36: "Et Nous avons certainement envoyé dans chaque nation un messager, [disant]," Adorez Allah et évitez Taghut. " Et parmi eux se trouvaient ceux qu'Allah guidait, et parmi eux se trouvaient ceux sur lesquels l'erreur était [à juste titre] décrétée. Continuez donc à travers la terre et observez comment s'est passée la fin des négationnistes ". Dans le but de la prophétie, Ali ibn Abi Talib, le premier imam chiite et cousin et gendre de Mahomet, dans un sermon au cours de sa califatie, a déclaré qu'Allah a confié la mission des prophètes d'enseigner les serviteurs de Dieu à propos de Tawhid et attributs de Dieu.
2. Pour familiariser les gens avec les enseignements divins et la manière de purifier l'âme comme dans la sourate Al-Jumua, verset 2: "C'est Lui qui a envoyé parmi les illettrés un Messager d'eux-mêmes en leur récitant Ses versets et en les purifiant et en les enseignant le Livre et la sagesse - bien qu'ils fussent auparavant dans une erreur claire - "
3. Pour établir la justice dans la société humaine, comme dans la sourate Al-Hadid verset 25 : "Nous avons déjà envoyé à Nos messagers des preuves claires et envoyé avec eux l'Écriture et l'équilibre que le peuple peut maintenir [leurs affaires] en justice".
4. Pour juger les différends entre humains comme dans la sourate Al-Baqara, verset 213 : "L'humanité était [d'une] religion [avant leur déviation]; puis Allah a envoyé les prophètes comme porteurs de bonnes nouvelles et d'avertisseurs et a envoyé avec eux l'Écriture en vérité pour juger entre les gens de ce en quoi ils différaient. Et aucun ne différait des Écritures, sauf ceux qui en avaient reçu - après que des preuves claires leur soient parvenues - par animosité jalouse entre eux. "
5. Comme un 'hujjah' final (argument, preuve, garantie) pour les serviteurs de Dieu, comme dans la sourate An-Nisa verset 165 : "[Nous avons envoyé] des messagers comme porteurs de bonnes nouvelles et avertisseurs afin que l'humanité n'ait aucun argument contre Allah après les messagers. Et Allah est toujours Exalté en puissance et en sagesse ". Dans l'islam chiite, les prophètes et les imams sont considérés comme la preuve de Dieu pour l'humanité[5].

## Qualités des prophètes
Pour guider les serviteurs de Dieu, les prophètes devraient posséder certaines qualités,:   

### Wahy
Selon la thèse de l'orientation générale, élaborée par Tabataba'i, Dieu guide le développement de chaque créature vers une fin finale qui représente sa pleine perfection. Comme les plantes et les animaux, les humains sont également soumis à ces directives générales; cependant, étant donné la caractéristique distinctive de l'homme qui est sa faculté d'intellect, il a, en outre, besoin d'une forme spéciale de guidance pour acquérir sa perfection respective. L'homme en tant qu'espèce pensante se rend compte de l'importance de la coopération sociale et de la loi pour sa survie et son bonheur, mais il est incapable, en vertu de sa seule raison, d'arriver aux véritables lois universelles nécessaires à la gouvernance de sa vie personnelle et sociale. "S'il avait été dans la nature même des choses que la raison humaine a le devoir de créer une loi commune parfaite qui doit procurer le bonheur à la société humaine, et que l'homme devrait être guidé vers cette loi parfaite à travers le processus de création et génération du monde lui-même, alors de telles lois auraient été appréhendées par chaque être humain par sa raison de la même manière que l'homme sait ce qui lui est bénéfique ou préjudiciable tout au long du cours déterminé de la vie quotidienne. " Par conséquent, il doit y avoir un autre pouvoir d'appréhension pour aider l'humanité à comprendre ses véritables devoirs et un pouvoir qui rend ces connaissances accessibles à tous. Ce pouvoir, différent de l'intellect et du sens humains, est la conscience prophétique ou la conscience de la révélation 
Selon Morteza Motahhari, la révélation divine au prophète a certaines caractéristiques qui la distinguent des autres formes d'inspiration : 
1. Internalité : la révélation est une forme de réalisation interne qui ne repose pas sur la perception sensorielle. Cela est évident dans les conditions psychologiques qui ont affecté le Prophète de l'Islam tout en recevant des révélations, telles que des évanouissements et une déconnexion du monde extérieur.
2. Être enseigné : dans le processus de révélation, le Prophète est soumis à un acte d'enseignement par une autorité mystérieuse qui l'informe de choses qu'il ne connaît pas par sa propre vertu ou par des méthodes d'apprentissage conventionnelles.
3. Conscience de la source : pendant le processus de révélation, le prophète a une conscience claire du fait qu'il est éclairé par une source transcendante externe, tout comme un écolier est conscient qu'il est enseigné par un enseignant humain.
4. Conscience du médium : la révélation se produit souvent par la médiation d'un être généralement appelé Gabriel ou le Saint-Esprit. Contrairement à l'inspiration instinctive ou poétique, le prophète est pleinement conscient de l'existence de ce médium et de son rôle[8].

### Ismah
Les prophètes étaient des individus qui revendiquaient la prophétie et la révélation. Ils fournissent des preuves pour étayer leur réclamation. Ils ont apporté des éléments de la religion divine, c'est-à-dire la loi divine qui garantit le bonheur de l'humanité, et l'ont rendu accessible à tous. De plus, étant donné que le nombre de prophètes ayant un pouvoir de prophétie et de révélation a été faible, Allah a fourni des conseils au reste de l'humanité par l'intermédiaire des prophètes eux-mêmes. Pour que les prophètes puissent remplir ce rôle, ils doivent posséder la qualité de l' inerrance.

### Miracle
Les prophètes qui sont capables de recevoir et de déclarer des doctrines et des lois divines par la révélation, doivent d'abord prouver leur revendication de connexion avec le monde transcendant au peuple avant de s'attendre à ce qu'ils se soumettent à leur religion. En effet, historiquement, les gens ont exigé des prophètes la preuve de leur prophétie, et le Coran a reconnu la légitimité de cette demande. Cette demande de preuve est répondue par des actes de miracle par les prophètes. Les miracles ne sont pas des actes logiquement impossibles, mais plutôt une « rupture dans ce qui est habituel » (kharq-i 'adat), un phénomène qui est souvent observé à un moindre degré chez les ascètes. 
Selon Ja'far Sobhani, il existe des distinctions entre les miracles divins et les actes qui brisent simplement l'affaire ordinaire des choses: 
1. Les miracles ne peuvent pas être enseignés : la personne qui présente un miracle accomplit cela sans aucune formation, tandis que d'autres formes d'actes extraordinaires comme la magie sont le résultat de la formation et de l'exercice.
2. Le miracle est indéfendable : puisque le miracle émane du pouvoir divin infini, ils ne peuvent pas être reproduits et égalés par d'autres œuvres extraordinaires telles que la sorcellerie.
3. Variété : Les miracles montrés par les messagers divins ont été divers, par exemple, transformer un bâton en dragon, diviser la mer, souffler une sculpture d'oiseau dans une colombe vivante, guérir les malades, ressusciter les morts, etc. Les miracles des messagers divins ne suivent aucun prototype fixe.
4. Les exécutants des miracles diffèrent des exécutants de la magie par leur objectif et leur caractère. Les prophètes poursuivent des objectifs élevés tandis que les magiciens poursuivent des fins mondaines, chacun influençant ses personnages de manières distinctes.

## Walayah
Comme Corbin l'a mentionné dans History of Islam, la prophétie et la walayah (autorité ou tutelle) font partie des doctrines chiites. L'un d'eux est la prophétie absolue qui est générale et l'autre est la prophétie particulière. La première correspond à la réalité mahométane du début à l'éternité. Ce dernier est subordonné au premier et correspond à la prophétie d'un prophète particulier. Par exemple, la prophétie du prophète de l'islam, Mahomet est le sceau de la prophétie. Corbin définit la walayah comme l'aspect ésotérique de la prophétie éternelle. La walayah est également divisée en deux formes : la walayah absolue et la walayah particulière. La prophétie de chaque prophète émane de la prophétie absolue et selon la doctrine chiite, la walayah de tous les hommes de Dieu se termine dans le Ttwelfth Imam, Muhammad al-Mahdi .

## Articles Connexes
- Dieu
- Islam
- Mahomet
- Miracle